# 火星の人面岩
火星の人面岩（かせいのじんめんいわ）とは、火星にある、写真によっては人の顔のように見える岩山である。火星の人面像（かせいのじんめんぞう）とも呼ばれる。米国等では、Face on Mars、The Face、Cydonia Faceなどと呼ばれる。現在はパレイドリアによる錯覚と解されている。

## 地理

### 位置
経緯度は、北緯40.8°、西経9.6°（東経350.4°）。
地名では、アキダリア平原とアラビア大陸との境界付近に伸びるシドニア・メンサエ（Cydonia Mensae、メンサ mensa は頂部が平らな山で、メンサエはその複数形）の北部に位置する。人面岩固有の名はない。シドニア (火星)とはもともと、火星探査以前の望遠鏡観測時代に、この付近一帯のアルベド地形に与えられた地名で、非公式にシドニア地域やシドニア平原（ただし実際には山地も多い）とも呼ばれる。

### 地形
周囲の平地からの高さは約240m。これはマーズグローバルサーベイヤーのMOLAによる計測である。これ以前はバイキング1号の写真に写った影の解析により 412.5 ± 17.5 m と推測されていたが、大きく下方修正された。
山体の長さは約 2540 ± 80 m、幅は約 2045 ± 15 m である（バイキング1号の写真による）。

## 「人面」の発見と解明

### バイキング1号の写真

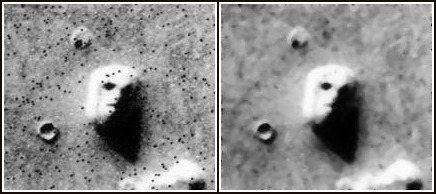
バイキング1号が撮影した人面岩の写真（左がオリジナル、右がフィルタリング処理した画像）

1976年7月25日、NASAのバイキング1号が撮影した火星表面の写真の中に奇妙なものが発見された。
それは、火星のサイドニア（シドニア）地域を撮影したものの中に長さ3km、幅1.5kmに及ぶ巨大な人の顔のような岩が写っているというものだった。NASAは「光と影の具合で、岩山が偶然人の顔のように見えるだけ」と発表したが、NASAの見解に納得しない者たちは独自に画像の分析をして「人面岩には眼球や歯のような物がある」「涙を流した跡がある」「人面岩の付近にはピラミッドのような建造物がある」「口が動き、何らかの言葉を発している」等といった見解を発表し、その度に世界中で話題になった。なお、火星にピラミッドのように見える地形があるのは事実である。
その結果、「人面岩は古代火星人の遺跡だ」「地球人が火星に建造した人工物だ」等の憶測を呼び、SF映画『ミッション・トゥ・マーズ』、ビデオゲームなどフィクションの題材となり、テレビ番組や音楽の分野でも取り上げられた。

### マーズ・グローバル・サーベイヤーの写真

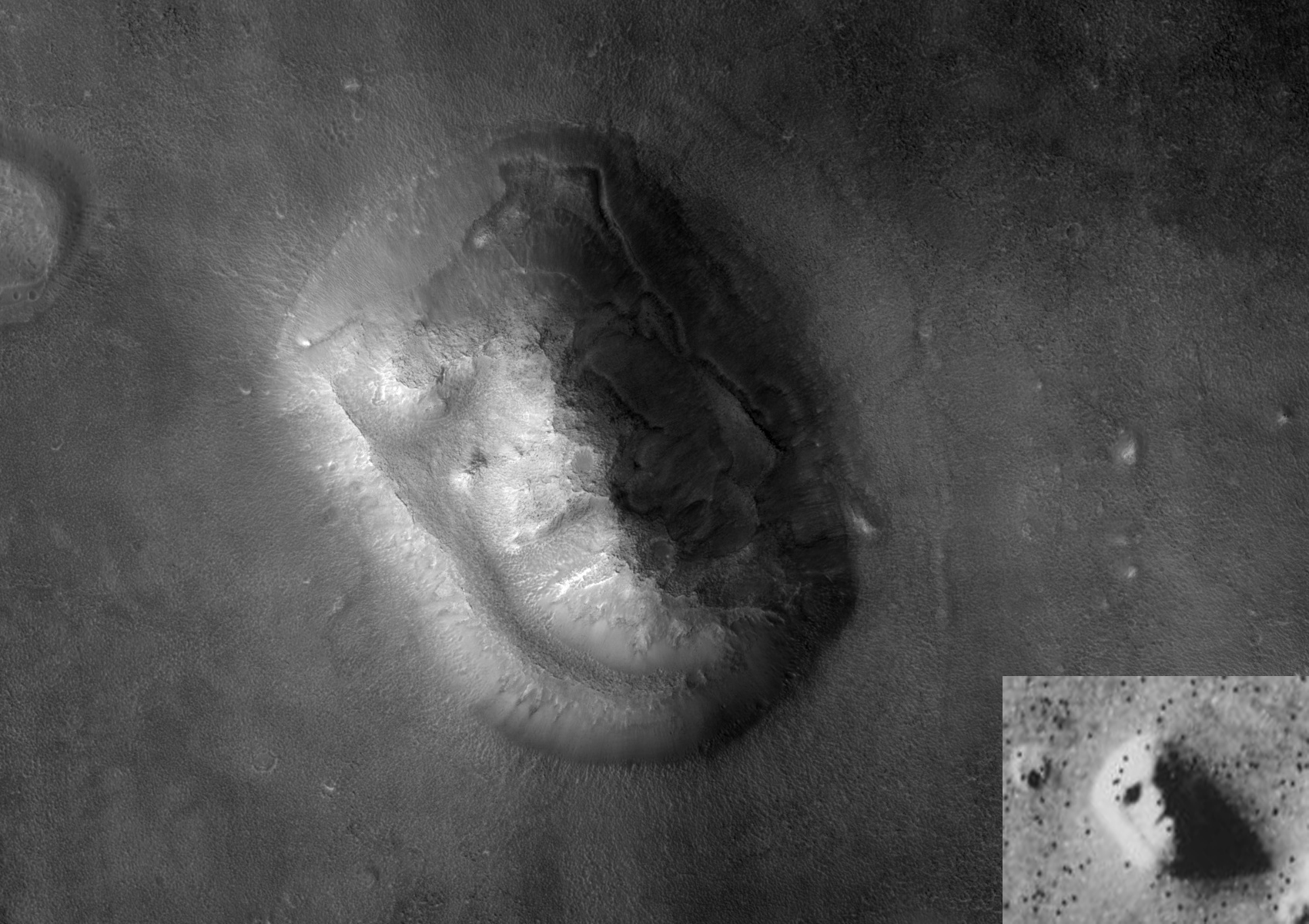
マーズ・グローバル・サーベイヤーが撮影した人面岩の写真。右下にバイキング1号の写真を比較用に方向をそろえて小さく付す。

NASAは、1996年に打ち上げられたマーズ・グローバル・サーベイヤーのミッションで、新たに人面岩の写真を撮影した。
マーズ・グローバル・サーベイヤーは高解像度のカメラを搭載しており、バイキング1号の写真とは比べようの無いほど鮮明な写真が撮影可能で、幾多のトラブルを乗り越えた末に火星の高精度地形図を完成させた。2001年には人面岩を撮影した写真が公開され、岩は自然物であるというNASAの見解が確認された。このとき、「ピラミッド」についても鮮明な写真が撮影されている。
従来より、人間は目・鼻・口を連想させるようなものが並ぶと、直感的に顔として認識する傾向(シミュラクラ現象)があるという分析がなされており、バイキング1号の写真が顔に見えたのは、撮影時の太陽光の角度が低く（20度）、岩の影がたまたま目・鼻・口などに見えただけであろうと考えられている。
一方で、この写真についても、NASAが写真を加工して人工物に見えないようにしたとする説や、立体的にも顔のような構造が見られるとする主張が展開された。実際のところ、バイキング1号の写真はNASAとジェット推進研究所が「人の顔のように見える面白い地形」として公表したものであり、それを今になって隠蔽する意味は無い。
なお、NASAは人面岩の他にも、スマイリーフェイスに見える地形（ガレ・クレーター）や、きれいなハート型をした地形などの火星の写真も公表している。

### マーズ・エクスプレスの写真
2006年には欧州宇宙機関 (ESA) の火星探査機マーズ・エクスプレスが撮影した人面岩周辺の立体的な画像が公開された。また、人面岩周辺には元々より大きな堆積物が崩れた跡があり、その表面を溶岩が覆った地形であるとする見解が発表された。